# Ixcuina

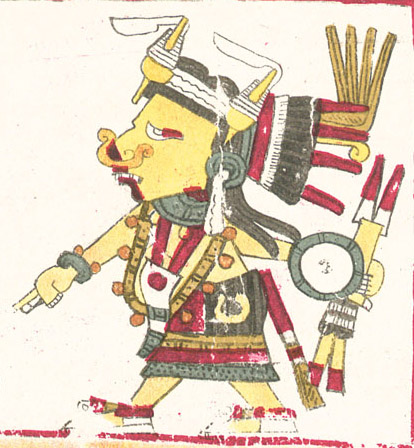
Tlazolteotl – ilustracja z Kodeksu Borgia

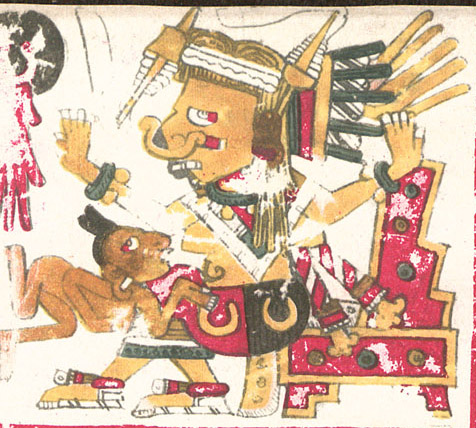
Tlazolteotl – ilustracja z Kodeksu Borgia

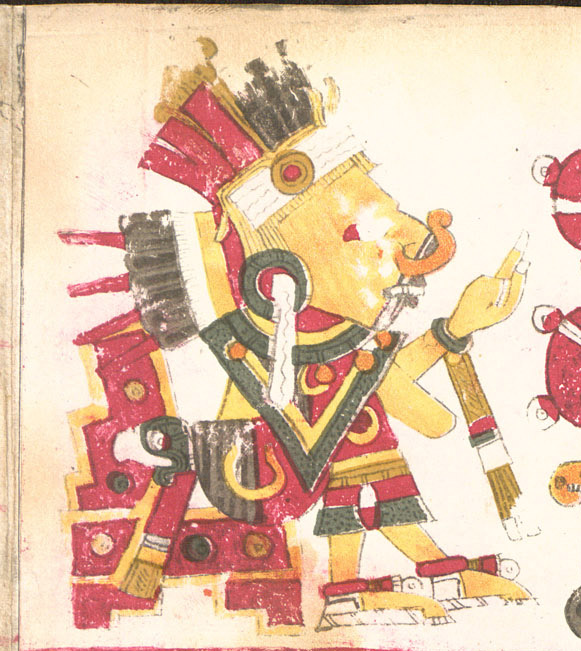
Tlazolteotl – ilustracja z Kodeksu Borgia

Ixcuina (Ycuina, Ichcuina, Yxcina) lub w Ixcuinama w mitologii azteckiej bogini ziemi i księżyca.
Przybyła do Kotliny Meksykańskiej znad Zatoki Meksykańskiej, gdzie była czczona przez Huasteków pod nazwą Tlazolteotl (nah.: "bogini niepokoju")
Ixcuina była również boginią miłości, życia seksualnego i rozpusty, pożądania i zmysłowości, prostytutek, medycyny i rodzenia dzieci, śmierci, brudu, hazardu, niepewności, czarów, zadurzenia alkoholowego. Ixcuina symbolizowała siły twórcze, a jednocześnie niszczycielskie. Często utożsamiana z Coatlicue lub Cihuacoatl. Boska patronka 14 dnia (Ocelotl) miesiąca w kalendarzu azteckim i matka Centeotla.
Nazywano ją także Tlaelquani (pożerająca nieczystości). Wierzono, że zjadała wszelki brud, w tym ludzkie grzechy, przez co dokonywała oczyszczenia świata. Działo się tak za pomocą spowiedzi, do której każdy mógł przystąpić tylko raz w życiu. Wierzący robili to najczęściej w obliczu śmierci, ciężkiej choroby, lub gdy sumienie „nie dawało spokoju”. Oczyszczające zadanie na ziemi spełniały kapłanki, a Tlazolteotl przyjmowała wszystkie moralne występki i grzechy na siebie. Gdyby wyszły one na jaw, grzesznikowi groziłoby publiczne ukamienowanie.
Na niektórych rysunkach jest ubrana w ludzką skórę, a do jej głowy z jednej strony wstępują grzeszne dusze, a z drugiej wychodzą one niczym nowonarodzone i oczyszczone. Jej działanie było odczuwalne w trzeciej fazie księżyca. W pierwszej unicestwiała złe uczynki ludzi, w drugiej pojawiała się jako zmysłowa patronka erotyki i zabawy, w trzeciej przynosiła urodzaj w zbiorach i pokój w państwie. W czwartej fazie zamieniała się w potwora zabijającego swojego kochanka. Ixcuinama była więc poczwórną boginią symbolizującą cztery etapy dojrzewania kobiet. Składano jej w ofierze ludzką skórę, co symbolizowało akt oczyszczenia. Aztekowie wierzyli, iż emanuje z siebie moralne wyziewy, których odór mogą czuć tylko bogowie.
Na jej cześć obchodzono latem święto plonów Ochpaniztli, podczas którego składano ofiarę z młodej kobiety będącą personifikacją dojrzałej kukurydzy. Wierzono także że zsyła niektóre choroby np. padaczkę. Występowała w jednej z czterech emanacji uzależnionych od faz księżyca.
Jako Ixcuinama pełniła podobną rolę. Była boginią wstydu, zmysłowości, skromności i hańby; patronką prostytutek i cudzołożników, chorób przenoszonych drogą płciową i łaźni parowych służących do oczyszczenia. Jej pomocy oczekiwały akuszerki i kobiety rodzące. We włosach nosiła zwoje bawełny i przęśliki, podkreślające jej związki z tkactwem, domeną kobiet i bogiń lunarnych.
Aztekowie przypisali jej rolę pierwszej kobiety, która wprowadziła do uprawy kukurydzę oraz objęła patronat nad produkcją soli.